# 大軒順三
大軒 順三（おおのき じゅんぞう、1911年（明治44年）12月4日 - 1982年（昭和57年）1月28日）は、日本の実業家。日本経済新聞社元社長。静岡県出身。

## 経歴・人物
1934年に早稲田大学政治経済学部卒業。同年に日本経済新聞社の前身である中外商業新報社に入社した。
シンガポール支局長、日本経済新聞大阪本社代表などを経て、1954年には取締役に就任し、常務、専務を経て、日本経済新聞の創刊100周年になる1976年3月からは社長に就任。積極的な営業展開により発行部数を着実に伸ばしていき、経営基盤をより強化していった。
テレビ東京、日経マグロウヒル社などの取締役にも兼任し、1979年からは日本新聞協会会長を務め、新聞業界の販売正常化と電算機による新聞製作の推進を務めた。
その一方で、囲碁好きでもあり、王座戦の創設に尽力し、その功績により、1976年には、大倉喜七郎賞を受賞した。
在職中に突然、病に襲われ、1982年1月28日、東京都新宿区の国立病院医療センターで心筋梗塞により死去。70歳没。